# SV Graf Schwerin Deutsch Krone
SV Graf Schwerin Deutsch Krone was een Duitse voetbalclub uit de Pommerse stad Deutsch Krone, dat tegenwoordig het Poolse Wałcz is.

## Geschiedenis
De club werd opgericht in 1919 opgericht en sloot zich aan bij de Baltische voetbalbond. De club speelde in de competitie van Schneidemühl. In 1931 werd de club kampioen en plaatste zich zo voor de Grensmarkse eindronde. De club versloeg KS Gedania Danzig en verloor dan van Polizei SV Elbing. De volgende twee seizoenen moest de club de titel laten aan SV Hertha 1910 Schneidemühl. In 1933 werd de competitie grondig geherstructureerd. De Gauliga Pommern werd de nieuwe hoogste klasse. De clubs uit Schneidemühl werden hiervoor te licht bevonden en Deutsch Krone slaagde er ook niet in om nog te promoveren naar de hoogste klasse.
Na het einde van de oorlog werden alle Duitse voetbalclubs ontbonden, Deutsch Krone werd nu een Poolse stad en de club hield op te bestaan.

## Erelijst
Kampioen Schneidemülhl
1931